# Church Committee

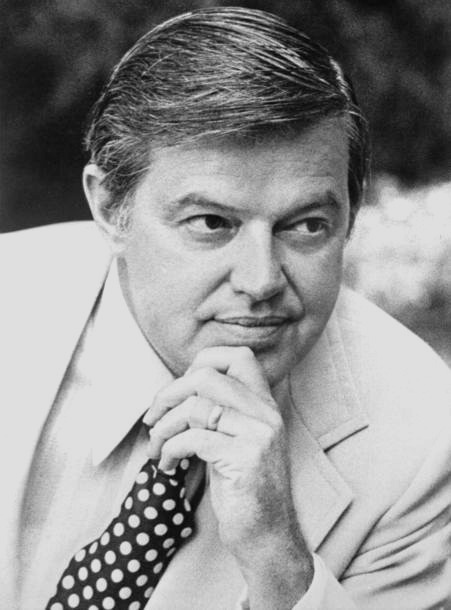
Senator Frank Church bilanzierte im Abschlussbericht des von ihm geleiteten Untersuchungsausschusses, dass „der wachsende Missbrauch der Geheimdienste ein größeres, grundlegendes Problem in unseren zentralen Institutionen reflektiert.“

Als Church Committee wird der Sonderausschuss des US-Senats zur Untersuchung des Regierungshandelns mit Bezug zu Aktivitäten der Nachrichtendienste (United States Senate Select Committee to Study Governmental Operations with Respect to Intelligence Activities) im Jahr 1975 bezeichnet. Der Name stammt vom Vorsitzenden des Ausschusses Frank Church, einem demokratischen Senator aus Idaho.

## Die Entwicklung
Vor dem Hintergrund des zunehmend unpopulärer werdenden Vietnamkrieges erregten mehrere einzelne Veröffentlichungen über geheime Aktivitäten der US-Regierung ab Anfang der 1970er Jahre ein wachsendes Interesse von Öffentlichkeit und US-Kongress.
- Januar 1970: Der Ex-Soldat Christopher Pyle enthüllt, dass die US-Army im eigenen Land Anti-Kriegsproteste und -aktivisten überwacht. Mitte des Jahres beginnt der Senat mit ersten Ermittlungen unter Sam Ervin.
- Ende März 1971: Die Washington Post und die New York Times berichten über illegale Programme des FBI, Überwachung und Zersetzung gegenüber Bürgerrechtsgruppen. Später wird bekannt, dass die Programme unter dem Namen COINTELPRO bereits seit 1956 liefen. Die Berichterstattung erfolgte auf Basis von Dokumenten, die durch die Citizens’ Commission to Investigate the FBI entwendet und an die Presse weitergeleitet wurden.
- Juni 1971: Die New York Times veröffentlicht trotz massiven Drucks der Regierung die sogenannten Pentagon Papers über das langjährige und geheime  politische und militärische Engagement der USA in Vietnam schon vor und während des Beginns des Vietnamkriegs.
- 1972: Eine Serie zunächst kleiner Artikel der Journalisten Bob Woodward und Carl Bernstein in der Washington Post enthüllt die Hintergründe eines Einbruchs in das Hauptquartier der Demokratischen Partei im „Watergate-Hotel“. Erst der Prozess gegen die Einbrecher im Januar 1973 legt die Hintergründe der Watergate-Affäre offen und löst massive Senatsermittlungen aus, geleitet wieder von Sam Ervin. Im August 1974 tritt US-Präsident Richard Nixon unter der Last der Vorwürfe zurück, nachdem ein Amtsenthebungsverfahren gegen ihn eingeleitet wurde.
- Dezember 1974: Der Journalist Seymour Hersh enthüllt in einer Serie der NYT die „Familienjuwelen“ der CIA, geheime Operationen zur Ermordung ausländischer Staatschefs und Putsche. Er erwähnt zudem massive Überwachungsoperationen der CIA gegen politische Gegner des Vietnamkrieges in den USA unter dem Codenamen Operation CHAOS.

## Die Nachrichtendienste
Die USA hatten zu dieser Zeit keine ausreichende Erfahrung mit der Kontrolle ihrer erst im Zweiten Weltkrieg aufgebauten und seitdem nur ad hoc strukturierten Nachrichtendienste. Der militärische Nachrichtendienst Defense Intelligence Agency war erst in den 1960er Jahren aus den Diensten der Teilstreitkräfte entwickelt worden, die Zuständigkeiten des FBI als Inlandsgeheimdienst waren kaum definiert und die Central Intelligence Agency war zwischen ihrer Doppelfunktion als Auslandsnachrichtendienst und Koordination aller Dienste der USA zerrissen.

## Der Ausschuss
In den Jahren 1975 und 1976 veröffentlichte das Komitee insgesamt 14 Bände mit Ermittlungsergebnissen. Besondere Aufmerksamkeit erregten die Enthüllungen über erfolgreiche oder versuchte Mordanschläge im Auftrag der USA auf Fidel Castro, Kuba; Patrice Lumumba, Zaire; Rafael Trujillo, Dominikanische Republik; General René Schneider, Chile und Ngô Đình Diệm aus Südvietnam. Darüber hinaus beschäftigte sich der Ausschuss auch mit der Untersuchung von Menschenversuchen mit Drogen und Folter im Rahmen des Projekts MKULTRA. Thema war auch das illegale Programm COINTELPRO (COunter INTELligence PROgram), bei dem, beginnend in der McCarthy-Ära, das FBI zwischen 1956 und 1971 politisch linksgerichtete Organisationen innerhalb der USA diskreditiert, manipuliert und überwacht hatte.
Die Ermittlungen ergaben auch, dass verschiedene Abgeordnete der beiden Kammern über einzelne Operationen informiert worden waren. Es fehlte aber an einer Koordination und klaren Verantwortlichkeiten, so dass die einzelnen Abgeordneten es vorzogen, in eine andere Richtung zu schauen.
Unter dem Druck der Veröffentlichungen erließ Präsident Gerald Ford die Executive Order 11905, ein verbindliches Verbot an alle US-Regierungsstellen und deren ausführenden Organe, ausländische Staatschefs gezielt zu töten oder derartige Operationen zu planen.

## Weitere Folgen
Aus dem Church Committee gingen die ständigen Ausschüsse zur Kontrolle der Nachrichtendienste im US-Senat (Select Committee on Intelligence) und im Repräsentantenhaus (United States House Permanent Select Committee on Intelligence) hervor. Außerdem legte der Foreign Intelligence Surveillance Act von 1978 fest, nach welchen Regeln die CIA im Ausland operieren darf und dass die Dienste für die Überwachung von amerikanischen Staatsbürgern die Genehmigung des neu eingerichteten FISC-Gerichtes bedürfen.
Die Regeln wurden in den 1980er Jahren unter dem Eindruck der Iran-Contra-Affäre verschärft. Nach den Terroranschlägen am 11. September 2001 und Enthüllungen über Operationen von US-Nachrichtendiensten im „Krieg gegen den Terror“ entwickelt sich ab 2005 eine umfangreiche Diskussion über die Rechte des US-Präsidenten, nachrichtendienstliche Aktivitäten außerhalb der gesetzlichen Beschränkungen zu erlauben.

## 2014: Aufruf zu einem neuen Church Committee
Im März 2014 riefen 16 ehemalige Mitarbeiter des ursprünglichen Church Committees anlässlich des 40. Jahrestages und unter dem Eindruck der seit 2013 durch Edward Snowden enthüllten globalen Überwachungs- und Spionageaffäre zu einer fundamentalen Überarbeitung der Geheimdienstaufsicht in den USA auf. Sie fordern einen Untersuchungsausschuss, der die Praktiken der Nachrichtendienste und die zugrundeliegenden Gesetze öffentlich untersucht und bewertet.